# Околена
Околе́на — село в Усть-Путильській сільській громаді Вижницького району Чернівецькій області України.

## Населення

### Мова
Розподіл населення за рідною мовою за даними перепису 2001 року:
| Мова            | Кількість | Відсоток |
| --------------- | --------- | -------- |
| українська      | 103       | 99.04%   |
| інші/не вказали | 1         | 0.96%    |
| Усього          | 104       | 100%     |